# Plebejus nanshanica
Plebejus nanshanica är en fjärilsart som beskrevs av Forster 1936. Plebejus nanshanica ingår i släktet Plebejus och familjen juvelvingar. Inga underarter finns listade i Catalogue of Life.